# Angelo Dundee
Angelo Mirena, conocido como Angelo Dundee (Filadelfia, Pensilvania; 30 de agosto de 1921 - Tampa, Florida; 1 de febrero de 2012), fue un entrenador de boxeo que trabajó con quince campeones mundiales, entre ellos Muhammad Ali, Sugar Ray Leonard, José Nápoles, George Foreman, Jimmy Ellis, Carmen Basilio y Luis Rodríguez.

## Biografía
Dundee nació en Filadelfia (Pensilvania) en una familia de origen italiano y se mudó a Nueva York y luego a Miami, donde su hermano Chris Dundee abrió el gimnasio 'Fifth Street Gym'.
Aprendió la mayoría de las estrategias como entrenador de boxeo, siendo pupilo de Lou Stillman, y Basilio fue el primer campeón del mundo que Dundee entrenó, cuando este derrotó a Tony De Marco en el combate por el título mundial del peso wélter, en junio de 1955.
Sin embargo, el reconocimiento internacional para Angelo Dundee llegaría el 25 de febrero de 1964; en la histórica pelea en que Alí le arrebató el título mundial del peso completo a Sonny Liston.
Dundee viajó alrededor del mundo con Ali, y fue quien lo preparó para todos sus enfrentamientos, incluyendo los combates de Ali contra Archie Moore, Floyd Patterson, Joe Frazier, George Foreman, Ken Norton y más tarde, Leon Spinks. Dundee fue acusado por Foreman de aflojar las cuerdas del ring para su pelea de 1974 The Rumble in the Jungle con Ali, y de esta forma ayudar a Ali a ganar la pelea mediante el uso de la técnica Rope-a-dope.
Luego del retiro de Ali, Angelo Dundee vio una futura estrella en Sugar Ray Leonard, a quien él llamó "una versión pequeña de Alí". Dundee actuó como entrenador de Leonard en la mayoría de sus grandes peleas, incluyendo las que tuvo con leyendas del boxeo como Wilfred Benítez, Roberto Durán, Thomas Hearns y Marvin Hagler. Durante la primera pelea Sugar Ray Leonard vs Thomas Hearns en 1981, Dundee, sabía que su pupilo estaba perdiendo por puntos, y tratando de motivar a Leonard, le dijo en su esquina del ring, la hoy famosa frase: "You're blowing it, son! You're blowing it!" antes de iniciar el 13.er round. Leonard se recuperó y terminó ganando el encuentro en el 14.º asalto, cuando el árbitro detuvo la pelea, provocando que Don Dunphy, comentarista de la pelea exclamara: "They're stopping the fight. I don't believe it. Hearns is ahead on points" ("Están deteniendo la pelea. No lo puedo creer. Hearns está ganando por puntos y la pelea es detenida.").
Angelo luego se unió a George Foreman, para varias peleas, incluyendo su pelea del año 1991 por el título de campeón de peso completo contra Evander Holyfield y luego su victoria en la pelea de 1994 por el peso completo contra el entonces aún invicto Michael Moorer.
Dundee fue exaltado al Salón de la Fama del Boxeo Internacional (International Boxing Hall of Fame) en 1994.
Angelo Dundee fue contratado para entrenar al actor Russell Crowe en su interpretación de James J. Braddock en la película del año 2005 titulada Cinderella Man. Dundee viajó a Australia para trabajar con el ganador del premio Oscar, y de hecho aparece en la película, bajo el papel de "Angelo el entrenador".
Murió el 1 de febrero de 2012, víctima de un ataque al corazón a los 90 años. Tres semanas antes había asistido a la fiesta de cumpleaños que la familia de Muhammad Ali organizó para celebrar su heptagésimo aniversario.